# Viburnum × jackii
Viburnum × jackii (Jack's Viburnum) là một loài vót có nguồn gốc lai tạo. Nó là một loài lai ghép giữa Viburnum lentago và Viburnum prunifolium. Đây là một loài cây bụi rụng lá có kích cỡ giữa hai cây cha mẹ, cao đến 8 m.